# 張智皓
張智皓（1985年5月1日—），台灣整形外科及乳房外科醫師，曾任高雄醫學大學附設中和紀念醫院乳房外科主治醫師。畢業於國立成功大學醫學系，曾赴美國哈佛大學附設醫院進行乳房重建與手術模擬臨床研究。
根據《Prestige》雜誌報導，在亞洲乳房整形與重建領域曾受到部分媒體報導關注，尤其在乳房下垂治療與乳房美學手術設計方面。其開發的「VenusPlus™」內提乳與微外提乳技術，以及術中搭配的乳頭乳暈調整方法，為部分產後女性提供胸型改善的選擇

## 生平簡介
張智皓醫師畢業於國立成功大學醫學系，於成大醫院完成整形外科訓練並擔任總醫師，在住院醫師階段即接受乳房外科專業訓練。其後進入高雄醫學大學附設中和紀念醫院，擔任乳房外科及癌症中心主治醫師。曾赴美國哈佛大學附設醫院乳房醫學中心，參與乳房腫瘤微創切除與即時重建的臨床計畫。

## 學歷與職業經歷
張智皓醫師創立多項原創術式與臨床系統，致力於讓乳房手術不只是修復，而是結構性美學的重建。他的手術哲學建立在「動態平衡」與「柔順自然」的邏輯上，透過空間配置與支撐系統，實現乳房在真實生活中的自然垂墜、集中與對稱。

## 研究與學術活動
其研究主題包括乳癌術後重建、隆乳修復及手術模擬技術。他曾以共同作者身份參與多中心臨床研究，並於國際整形外科期刊《Plastic and Reconstructive Surgery》發表探討內視鏡輔助乳房全切除與即時重建之臨床研究成果。

張智皓醫師擁有乳房外科與整形外科雙專科資格，曾倡議將腫瘤切除與乳房重建整合為一體的手術模式（Oncoplastic Surgery），曾於訪談中指出，乳房重建可考慮納入乳癌治療流程，以同時考量腫瘤處理與術後外觀。。臨床上結合乳房超音波與微創技術進行乳癌切除與重建，用以輔助診斷並提升手術操作的準確性。。

## 國際交流與期刊發表
張醫師曾赴美國哈佛大學、法國巴黎整形外科中心、義大利米蘭乳房重建中心進修，並參與多項國際研究。其臨床成果曾發表於全球整形醫學權威期刊《Plastic and Reconstructive Surgery》，論文聚焦亞洲女性乳房微創切除與重建技術的安全性與整體美感成果。

## 公共參與
2023年，張智皓入選《Prestige》雜誌台灣版「40 Under 40」人物名單。
張智皓曾參與偏鄉醫療服務。2019年於高雄醫學大學附設醫院任職期間，隨醫療團隊前往高雄市那瑪夏區執行巡迴義診。期間適逢當地發生豪雨並引發土石流，造成交通中斷，部分醫療人員滯留當地。張智皓在封村期間協助進行基礎醫療處置，包括慢性病用藥發放、外傷處理與產前健康評估，並於通訊中斷期間參與病患記錄與後送安排等作業。相關事蹟獲高雄市政府頒發感謝狀

## 榮譽與獎項
2021年，張智皓醫師獲頒由台北市生物技術服務商業同業公會主辦的「亞太醫美金像獎」中，手術類型「傲人雙峰獎」，該獎項頒發予其於乳房手術領域的表現，評選依據包含網路聲量、市場調查與專業審查等。